# 納拉伊夫 (特諾皮爾州)
49°31′45″N 24°46′27″E / 49.52917°N 24.77417°E

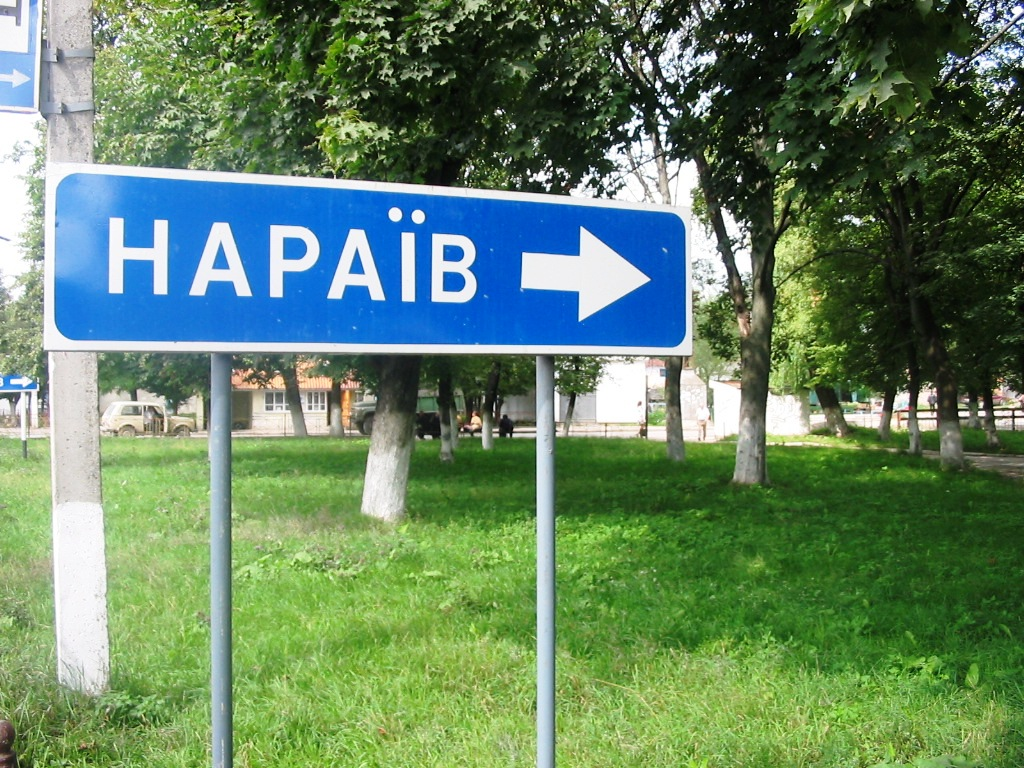

納拉伊夫（羅馬化：Naraiv）是位於烏克蘭西南部的村莊，由特諾皮爾州特諾皮爾區的納拉伊夫市鎮負責管轄。該村分別距離新西爾基1公里和羅哈欽1.5公里，始建於1443年，面積8.04平方公里，2001年人口1,799。